# David Healy (football)
Pour les articles homonymes, voir David Healy.
David Healy, né le 5 août 1979 à Killyleagh en Irlande du Nord, est un footballeur international nord-irlandais, devenu entraîneur à l'issue de sa carrière. Il évolue au poste d'attaquant dans différents clubs anglais et écossais. Il compte 95 sélections en équipe nationale et détient avec 36 buts le record du nombre de buts inscrits dans sa sélection.

## Carrière de joueur

### Ses débuts
David Healy nait et grandit à Killyleagh sur les bords du Strangford Lough au sud de Belfast en Irlande du Nord. Il pratique le football dans les écoles de football locales à Crossgar puis à Lisburn Youth et à la Down Academy High School à Downpatrick. Il signe un contrat avec le Manchester United Football Club en août 1999 quelques jours avant son 19e anniversaire. Il fait ses débuts professionnels pour United en Coupe de la Ligue le 13 octobre 1999. United s'incline à Villa Park 3-0 contre Aston Villa. En février suivant, Healy est prêté au Port Vale Football Club. Il dispute seize matchs et marque trois buts pendant ce prêt. Port Vale est relégué en fin de saison en troisième division.
Lors de sa deuxième saison à Manchester United, David Healy fait une deuxième apparition en Coupe de la Ligue contre Sunderland. Il entre en jeu à la 90e minute à la place de Luke Chadwick. United perd le match lors de la prolongation. Le 23 décembre 2000 il joue ses premières minutes en championnat d'Angleterre. Il est de nouveau remplaçant et entre à la 60e minute de jeu d'une rencontre contre Ipswich Town. À dix minutes de la fin de la rencontre, il voit son tir s'écraser une un poteau. C'est sa seule et unique apparition avec United en championnat. Il est ensuite prêté au Preston North End d'abord sous forme de prêt puis avec un transfert définitif pour une somme 1.5 million de livres sterling.

### En Angleterre
David Healy fait ses débuts pour Preston contre Sheffield United le 30 décembre 2000. Il marque après juste quatre minutes mais son équipe s'incline 3-2 à Bramall Lane. Il termine la saison en ayant marqué 10 buts en 26 apparitions sous le maillot de Preston North End. Lors de la saison 2001-02, il est omniprésent dans le club et dispute 44 matchs de championnats. La saison suivante est en demi teinte. Il subit quelque peu le départ de David Moyes remplacé au poste de manager par Craig Brown. S’estimant en manque de temps de jeu, Preston le prête au Norwich City Football Club à la fin janvier 2003. Il y reste jusqu'à la fin de la saison. Norwich essaye de le recruter définitivement, mais le transfert est refusé par Craig Brown. La saison 2003-2004 est plus satisfaisante pour Healy avec 15 buts marqués en 42 rencontres. Il est élu meilleur joueur de la saison de Preston.
Souhaitant quitter Deepdale, Healy voit son souhait se réaliser en octobre 2004 lorsqu'il a été recruté par Leeds United pour un montant de 650 000 £. Lors de sa première saison à Leeds, il a été le co-meilleur buteur du club aux côtés de Brian Deane avec sept buts et ce bien qu'il n'ait rejoint Leeds qu'en cours de saison. Pendant tout son séjour à Elland Road, son nom circule dans le cadre de transferts potentiels vers d'autres clubs, la rumeur la plus notable rapportée dans la presse étant un potentiel transfert de 3 millions de livres sterling vers Manchester City. Il termine en tant que co-meilleur buteur lors de la saison 2005-06, Rob Hulse et lui marquent quatorze buts. Leeds atteint la finale des play-offs cette saison mais perd en finale 3-0 contre Watford FC. Sous la direction de Kevin Blackwell (en), Healy se retrouvé régulièrement ailier droit, Leeds faisant tourner Hulse, Cresswell et Blake au centre de l'attaque. Healy termine la saison 2006-2007 comme meilleur buteur de Leeds avec 10 buts. Avec la relégation de Leeds en League One, il quitte le club à la fin de la saison.
Healy retrouve au Fulham Football Club l'ancien entraîneur de l'Irlande du Nord, Lawrie Sanchez à partir de juillet 2007 pour un montant d'environ 1,5 million de livres sterling. Lors de la saison 2007-2008 il joue trente matchs de championnat mais ne marque que quatre buts. Après le limogeage de Sanchez, le nouveau manager Roy Hodgson préfère un duo d'attaque composé des Américains Brian McBride et Eddie Johnson. Healy se retrouve sur le banc. Il est en fin de compte transféré en août 2008 vers Sunderland. Il y signe un contrat de trois saisons. Il marque dans toutes les compétitions où son club est engagé cette saison-là. Lors de l'hiver 2010 il est prêté à Ipswich Town. En novembre 2010 il est de nouveau prêté, cette fois au Doncaster Rovers Football Club.
En janvier 2011, il signe un contrat en Écosse au Rangers Football Club pour une durée de six mois et une prossibilité de prolongation en fin de saison. Il marque dès son premier match. Il remporte le championnat d'Écosse et la coupe de la ligue. Au terme de cette saison, les Rangers lui propose une prolongation d'une saison. Il dispute onze matchs de championnat et marque trois buts. À la fin de son contrat il quitte Ibrox Park pour retourner en Angleterre, au Bury Football Club. Il dispute là la dernière saison de sa carrière professionnelle.
Le 3 décembre 2013, il annonce sa retraite.

### Carrière internationale
David Healy a été convoqué en équipe nationale dans toutes les catégories d'âge depuis les moins de 15 ans jusqu'aux seniors.
Il fait ses débuts en équipe nationale senior le 23 février 2000 à l'âge de 20 ans. À cette date, il vient juste de faire ses débuts professionnels sous les couleurs de Manchester United. Le match se déroule à Luxembourg. Dès cette première cap en match amical, il marque deux buts contre les Luxembourgeois. À l'automne suivant, il dispute son premier match international en compétition officielle pour les qualifications à la coupe du monde de football 2002 contre Malte.
Le 6 juin 2004, à l'occasion d'un match contre Trinité-et-Tobago et pour sa 35e sélection, il marque ses 13e et 14e buts. Il égale puis dépasse à cette occasion le record nord-irlandais alors détenu par Colin Clarke. En septembre 2000, il est exclu lors d'un match contre le pays de Galles. Healy est exclu par l'arbitre à cause d'une célébration d'un but jugée alors comme outrancière. Après le match, Healy explique qu'il a juste repris sa façon de faire sous les couleurs de Preston North End.

Le 7 septembre 2005, David Healy inscrit le seul but du match contre l'Angleterre lors d'un match qualificatif pour la coupe du monde de football 2006. C'est la première victoire nord-irlandaise sur l'Angleterre depuis 1972.
David Healy atteint sa cinquantième sélection et marque son vingtième but en août 2006 contre la Finlande. Pour l'occasion, il est aussi capitaine de la sélection nationale. Le 6 septembre 2006, il devient le premier footballeur nord-irlandais à marquer un triplé pour l'Irlande du Nord depuis Colin Clarke et le premier depuis George Best de le faire à Belfast. Ces trois buts donnent à son équipe une victoire historique 3-2 sur l'Espagne lors des éliminatoires du Championnat d'Europe de football 2008. Commence alors une série de matchs particulièrement spectaculaires pour Healy. Lors de ces éliminatoires, il marque buts sur buts, réalisant deux triplés et deux doublés. Il termine les éliminatoires avec treize réalisations. Il devient alors le meilleur buteur de l'histoire de qualifications à l'Euro, record détenu jusqu'alors par le Croate Davor Šuker. Un trophée lui est spécialement remis par Michel Platini alors président de l'UEFA. il déclare alors : « Le record de David Healy entre dans l'histoire et il a battu un attaquant de classe mondiale, Davor Suker, pour y parvenir. La performance exceptionnelle de David dans les éliminatoires du Championnat d'Europe et son total de 13 buts constituent un nouveau record qui mérite d'être reconnu. Je suis sûr que ce record durera encore longtemps et qu'il sera difficile à battre. C'est pourquoi je lui remettrai un prix spécial pour célébrer sa fantastique réussite. ».
En octobre 2008, David Healy reçoit plusieurs menaces de mort après avoir célébré un but en lançant un « the famine is over ». Ce but arrive après une inhabituelle période de disette de buts. Mais certains ont interprété ces paroles comme une référence à un chant des supporters de Rangers intitulé Famine Song qui renvoie directement aux Troubles. De son côté, David Healy clame ne pas s'être rendu compte que ses paroles aient pu offenser qui que ce soit : « Je suis tellement déçu et contrarié que quelqu'un puisse même essayer de faire ce lien. Et quand on m'en a parlé, j'étais totalement déconcerté ».
David Healy est ensuite écarté de l'équipe nationale par le nouveau sélectionneur Michael O'Neill pour les éliminatoires à la Coupe du monde 2014. Il fait toutefois son retour à la pointe de l'attaque nord-irlandaise le 14 novembre 2012 et marque un but contre l'Azerbaïdjan. C'est son premier but en quatre ans en sélection.
David arrête la sélection avec un total de 95 capes. Il est alors le quatrième nord-irlandais le plus sélectionné derrière Pat Jennings (119), Aaron Hughes (112) et Steven Davis (108). Ses 36 buts inscrits en font le meilleur buteur de l'histoire de l'équipe nord-irlandaise. En 2022, son poursuivant direct le plus proche est Kyle Lafferty qui totalise 20 buts en 89 sélections.

### Carrière d'entraîneur
Après avoir terminé sa carrière de footballeur professionnel en 2013, David Healy choisis de devenir entraîneur.
En octobre 2015, Healy est nommé manager du Linfield Football Club, le club de Belfast qu'il a toujours supporté
. Après une première saison en demi-teinte où Linfield échoue à la deuxième place, huit points derrière les Crusaders, Hely mène son équipe à la victoire lors du championnat 2016-2017. Il complète cette victoire par une autre en Irish Cup.
Deux ans plus tard, il remporte son deuxième titre de champion. Lors du championnat 2018-2019, Linfield est champion avec sept points d'avance sur Ballymena United. Healy est nommé manager de l'année. Il conserve son titre en 2019-2020 malgré une saison écourtée par la pandémie de Covid-19. Healy mène son équipe à un troisième titre consécutif en championnat 2020-2021. Il remporte aussi une deuxième Coupe d'Irlande du Nord en battant en finale le Larne Football Club 2-1. Il est alors sollicité par le Dundalk Football Club de l'autre côté de la frontière car le club plusieurs fois champion en Irlande peine à trouver un remplaçant stable à Stephen Kenny,. Il est nommé meilleur manager d'Irlande du Nord pour la troisième fois.
David Healy réalise la passe de quatre titres de champion consécutifs lors de la saison 2021-2022 et un quatrième trophées de meilleur entraineur du championnat.

## Palmarès
Comme joueur, David Healy remporte le Championnat écossais en 2010-2011 avec les Rangers. La même saison, il gagne aussi la Coupe de la Ligue.
En 2003-2004, les supporters du Preston North End Football Club l'élisent joueur de l'année.
Le palmarès de David Healy comme entraîneur est beaucoup plus important : 
Avec le Linfield Football Club
- Championnat d'Irlande du Nord (4) :
  - Champion : 2017, 2019, 2020, 2021, 2022
  - Vice-champion : 2016
- Coupe d'Irlande du Nord (2) : 
  - Vainqueur : 2017 et 2021
  - Finaliste : 2016
- Coupe de la Ligue (3) : 
  - Vainqueur : 2019, 2023, 2024
- Charity Shield (1) :
  - Vainqueur : 2017
  - Finaliste : 2022

## Éléments statistiques

### Comme joueur
| Saison                | Club                     | Championnat             | Championnat | Championnat | Coupe(s) nationale(s) | Coupe(s) nationale(s) | Compétition(s) continentale(s) | Compétition(s) continentale(s) | Compétition(s) continentale(s) | Irlande du Nord | Irlande du Nord | Total | Total |
| Saison                | Club                     | Division                | M.          | B.          | M.                    | B.                    | Comp.                          | M.                             | B.                             | M.              | B.              | M.    | B.    |
| 1999-2000             | Manchester United        | Premier League          | 0           | 0           | 1                     | 0                     | -                              | -                              | -                              | 1               | 2               | 2     | 2     |
| 1999-2000             | Port Vale (prêt)         | First Division          | 16          | 3           | 0                     | 0                     | -                              | -                              | -                              | 2               | 1               | 18    | 4     |
| 2000-2001             | Manchester United        | Premier League          | 1           | 0           | 1                     | 0                     | -                              | -                              | -                              | 4               | 2               | 6     | 2     |
| 2000-2001             | Preston North End (prêt) | First Division          | 1           | 1           | 0                     | 0                     | -                              | -                              | -                              | 0               | 0               | 1     | 1     |
| 2000-2001             | Preston North End        | First Division          | 24          | 9           | 1                     | 0                     | -                              | -                              | -                              | 5               | 1               | 30    | 10    |
| 2001-2002             | Preston North End        | First Division          | 44          | 10          | 5                     | 0                     | -                              | -                              | -                              | 6               | 2               | 55    | 12    |
| 2002-2003             | Preston North End        | First Division          | 22          | 5           | 5                     | 0                     | -                              | -                              | -                              | 5               | 0               | 32    | 5     |
| 2002-2003             | Norwich City (prêt)      | First Division          | 14          | 2           | 0                     | 0                     | -                              | -                              | -                              | 3               | 0               | 17    | 2     |
| 2003-2004             | Preston North End        | First Division          | 38          | 15          | 4                     | 0                     | -                              | -                              | -                              | 9               | 6               | 51    | 21    |
| 2004-2005             | Preston North End        | Championship            | 11          | 5           | 1                     | 0                     | -                              | -                              | -                              | 4               | 2               | 16    | 7     |
| 2004-2005             | Leeds United             | Championship            | 28          | 7           | 1                     | 0                     | -                              | -                              | -                              | 4               | 1               | 33    | 8     |
| 2005-2006             | Leeds United             | Championship            | 44          | 12          | 4                     | 2                     | -                              | -                              | -                              | 6               | 2               | 54    | 16    |
| 2006-2007             | Leeds United             | Championship            | 41          | 10          | 3                     | 0                     | -                              | -                              | -                              | 7               | 10              | 51    | 20    |
| 2007-2008             | Fulham FC                | Premier League          | 30          | 4           | 4                     | 2                     | -                              | -                              | -                              | 9               | 5               | 43    | 11    |
| 2008-2009             | Sunderland AFC           | Premier League          | 10          | 1           | 4                     | 2                     | -                              | -                              | -                              | 9               | 1               | 23    | 4     |
| 2009-2010             | Sunderland AFC           | Premier League          | 3           | 0           | 4                     | 0                     | -                              | -                              | -                              | 5               | 0               | 12    | 0     |
| 2009-2010             | Ipswich Town (prêt)      | Championship            | 12          | 1           | 0                     | 0                     | -                              | -                              | -                              | 1               | 0               | 13    | 1     |
| 2010-2011             | Doncaster Rovers (prêt)  | Championship            | 8           | 2           | 0                     | 0                     | -                              | -                              | -                              | 4               | 0               | 12    | 2     |
| 2010-2011             | Rangers FC               | Scottish Premier League | 8           | 1           | 0                     | 0                     | C3                             | 2                              | 0                              | 2               | 0               | 12    | 1     |
| 2011-2012             | Rangers FC               | Scottish Premier League | 13          | 3           | 3                     | 1                     | -                              | -                              | -                              | 7               | 0               | 23    | 4     |
| 2012-2013             | Bury FC                  | League One              | 16          | 1           | 3                     | 0                     | -                              | -                              | -                              | 2               | 1               | 21    | 2     |
| Total sur la carrière | Total sur la carrière    | Total sur la carrière   | 377         | 91          | 43                    | 7                     | -                              | 2                              | 0                              | 95              | 36              | 517   | 134   |

### Liste de ses buts en équipe nationale
| No. | Cap | Date              | Lieu                                  | Opposition                 | Score | Resultat | Compétition               | Ref    |
| --- | --- | ----------------- | ------------------------------------- | -------------------------- | ----- | -------- | ------------------------- | ------ |
| 1   | 1   | 23 février 2000   | Stade Josy Barthel, Luxembourg        | Luxembourg                 | 1–0   | 3–1      | match amical              | [ 25 ] |
| 2   | 1   | 23 février 2000   | Stade Josy Barthel, Luxembourg        | Luxembourg                 | 2–1   | 3–1      | match amical              | [ 25 ] |
| 3   | 2   | 28 mars 2000      | National Stadium, Ta' Qali            | Malte                      | 3–0   | 3–0      | match amical              | [ 26 ] |
| 4   | 4   | 16 août 2000      | Windsor Park, Belfast                 | Serbie                     | 1–0   | 1–2      | match amical              | [ 27 ] |
| 5   | 6   | 7 octobre 2000    | Windsor Park, Belfast                 | Danemark                   | 1–0   | 1–1      | Elim. Coupe du monde 2002 | [ 28 ] |
| 6   | 10  | 28 mars 2001      | Balgarska Armia Stadium, Sofia        | Bulgarie                   | 3–4   | 3–4      | Elim. Coupe du monde 2002 | [ 29 ] |
| 7   | 14  | 5 septembre 2001  | Windsor Park, Belfast                 | Islande                    | 1–0   | 3–0      | Elim. Coupe du monde 2002 | [ 30 ] |
| 8   | 15  | 6 octobre 2001    | National Stadium, Ta' Qali            | Malte                      | 1–0   | 1–0      | Elim. Coupe du monde 2002 | [ 31 ] |
| 9   | 30  | 18 février 2004   | Windsor Park, Belfast                 | Norvège                    | 1–3   | 1–4      | match amical              | [ 32 ] |
| 10  | 31  | 31 mars 2004      | A. Le Coq Arena, Tallinn              | Estonie                    | 1–0   | 1–0      | match amical              | [ 33 ] |
| 11  | 33  | 30 mai 2004       | Barbados National Stadium, Bridgetown | Barbade                    | 1–1   | 1–1      | match amical              | [ 34 ] |
| 12  | 34  | 2 juin 2004       | Warner Park, Basseterre               | Saint-Christophe-et-Niévès | 1–0   | 2–0      | match amical              | [ 35 ] |
| 13  | 35  | 6 juin 2004       | Dwight Yorke Stadium, Bacolet         | Trinité-et-Tobago          | 1–0   | 3–0      | match amical              | [ 36 ] |
| 14  | 35  | 6 juin 2004       | Dwight Yorke Stadium, Bacolet         | Trinité-et-Tobago          | 3–0   | 3–0      | match amical              | [ 36 ] |
| 15  | 38  | 8 septembre 2004  | Millennium Stadium, Cardiff           | Pays de Galles             | 2–0   | 2–2      | Elim. Coupe du monde 2006 | [ 37 ] |
| 16  | 39  | 13 octobre 2004   | Windsor Park, Belfast                 | Autriche                   | 1–1   | 3–3      | Elim. Coupe du monde 2006 | [ 38 ] |
| 17  | 43  | 6 avril 2005      | Windsor Park, Belfast                 | Allemagne                  | 1–0   | 1–4      | match amical              | [ 39 ] |
| 18  | 44  | 17 août 2005      | National Stadium, Ta' Qali            | Malte                      | 1–0   | 1–1      | match amical              | [ 40 ] |
| 19  | 46  | 7 septembre 2005  | Windsor Park, Belfast                 | Angleterre                 | 1–0   | 1–0      | Elim. Coupe du monde 2006 | [ 41 ] |
| 20  | 50  | 16 août 2006      | Olympic Stadium, Helsinki             | Finlande                   | 1–0   | 2–1      | match amical              | [ 42 ] |
| 21  | 52  | 6 septembre 2006  | Windsor Park, Belfast                 | Espagne                    | 1–1   | 3–2      | Elim. Euro 2008           | [ 43 ] |
| 22  | 52  | 6 septembre 2006  | Windsor Park, Belfast                 | Espagne                    | 2–2   | 3–2      | Elim. Euro 2008           | [ 43 ] |
| 23  | 52  | 6 septembre 2006  | Windsor Park, Belfast                 | Espagne                    | 3–2   | 3–2      | Elim. Euro 2008           | [ 43 ] |
| 24  | 54  | 11 octobre 2006   | Windsor Park, Belfast                 | Lettonie                   | 1–0   | 1–0      | Elim. Euro 2008           | [ 44 ] |
| 25  | 55  | 24 mars 2007      | Rheinpark Stadion, Vaduz              | Liechtenstein              | 1–0   | 4–1      | Elim. Euro 2008           | [ 45 ] |
| 26  | 55  | 24 mars 2007      | Rheinpark Stadion, Vaduz              | Liechtenstein              | 2–0   | 4–1      | Elim. Euro 2008           | [ 45 ] |
| 27  | 55  | 24 mars 2007      | Rheinpark Stadion, Vaduz              | Liechtenstein              | 3–0   | 4–1      | Elim. Euro 2008           | [ 45 ] |
| 28  | 56  | 28 mars 2007      | Windsor Park, Belfast                 | Suède                      | 1–1   | 2–1      | Elim. Euro 2008           | [ 46 ] |
| 29  | 56  | 28 mars 2007      | Windsor Park, Belfast                 | Suède                      | 2–1   | 2–1      | Elim. Euro 2008           | [ 46 ] |
| 30  | 57  | 22 août 2007      | Windsor Park, Belfast                 | Liechtenstein              | 1–0   | 3–1      | Elim. Euro 2008           | [ 47 ] |
| 31  | 57  | 22 août 2007      | Windsor Park, Belfast                 | Liechtenstein              | 2–0   | 3–1      | Elim. Euro 2008           | [ 47 ] |
| 32  | 59  | 12 septembre 2007 | Laugardalsvöllur, Reykjavík           | Islande                    | 1–1   | 2–1      | Elim. Euro 2008           | [ 48 ] |
| 33  | 61  | 17 novembre 2007  | Windsor Park, Belfast                 | Danemark                   | 2–1   | 2–1      | Elim. Euro 2008           | [ 49 ] |
| 34  | 64  | 26 mars 2008      | Windsor Park, Belfast                 | Géorgie                    | 2–0   | 4–1      | match amical              | [ 50 ] |
| 35  | 69  | 15 octobre 2008   | Windsor Park, Belfast                 | Saint-Marin                | 1–0   | 4–0      | Elim. Coupe du monde 2010 | [ 51 ] |
| 36  | 94  | 14 novembre 2012  | Windsor Park, Belfast                 | Azerbaïdjan                | 1–1   | 1–1      | Elim. Coupe du monde 2014 | [ 52 ] |

### Comme entraîneur
| Linfield Football Club |       | 14 octobre 2015 | en cours | 362 | 229 | 54 | 80 | 751 | 336 | +415 | 63.26 |   |
| Total                  | Total | Total           | Total    | 362 | 229 | 54 | 80 | 751 | 336 | +415 | 63.26 | — |